# Bazarak
Bāzārak (in persiano بازارک‎) è una città dell'Afghanistan di 24 723 abitanti (2015).. È il capoluogo della provincia del Panjshir e dell'omonimo distretto di Bazarak.

## Geografia
Bazarak si trova nella zona centro-nord-orientale del paese, nella valle del fiume Panjshir, lunga circa 120 chilometri, che si sviluppa lungo l'asse nordest-sudovest ed è situata nella zona della catena montuosa dell'Hindu Kush. La città si trova circa 120 km di strada a nord-nordest della capitale Kabul, a un'altitudine di circa 2000 metri.

## Storia
Fu insieme a tutta la valle del Panjshir la roccaforte dei locali mujaheddin che negli anni 1980 combatterono l'invasione sovietica (1979-1989) guidati dall'eroe nazionale Ahmed Shah Massoud, nato in città. Bazarak fu occupata dagli invasori per alcuni periodi, durante i quali i mujaheddin ribelli continuarono la lotta dalle loro basi situate sulle montagne che sovrastano la valle. Dopo il ritiro delle truppe sovietiche, ultimato nel 1989, la resistenza dei mujaheddin del Panjshir continuò contro il regime filo-sovietico di Mohammad Najibullah, che cadde nel 1992. Dopo un periodo di lotte interne afghane, i talebani presero il controllo del paese nel 1996 e lanciarono diverse offensive contro il Panjshir, che furono anche questa volta respinte dai locali mujaheddin, organizzati con i combattenti di altre province nell'Alleanza del Nord fondata da Massoud.
Il 9 settembre 2001 Massoud fu assassinato da emissari di Al Qaeda, due giorni prima degli attentati dell'11 settembre 2001 compiuti negli Stati Uniti. Il mese dopo, le forze armate statunitensi e della NATO diedero il via alla guerra in Afghanistan con la quale posero fine al potere dei talebani con l'appoggio dell'Alleanza del Nord. Si svilupparono quindi ribellioni in altre parti del paese contro l'invasione degli occidentali, che furono invece accolti come liberatori dall'unita popolazione del Panjshir; ebbe così inizio un periodo di rinascita, durante il quale fu rimessa in sesto l'agricoltura, costruite nuove case, ponti, strade, scuole, pozzi ecc. Furono inoltre installati diversi ripetitori e per la prima volta nell'isolata valle si poterono avere normali collegamenti radio e televisivi, e utilizzare i telefoni cellulari.
Con l'accordo di Doha del 2020 tra i talebani e gli Stati Uniti ebbe inizio il ritiro delle forze armate di occupazione della NATO in Afghanistan. L'esercito regolare afghano non oppose resistenza all'offensiva militare iniziata nel maggio 2021 con cui i talebani ripresero il controllo del paese. Il governo e il presidente Ashraf Ghani si diedero alla fuga e il 15 agosto 2021 i talebani entrarono trionfalmente nella capitale. In quei giorni fu ultimata l'evacuazione delle forze NATO e la valle divenne nuovamente il luogo di raduno delle forze ostili ai talebani, riunite sotto la bandiera della Resistenza del Panjshir guidata da Ahmad Massoud, figlio del comandante Massoud, e Amrullah Saleh, che era vicepresidente di Ashraf Ghani. Nei giorni successivi fallirono i negoziati tra la resistenza e i talebani, i quali il 2 settembre sferrarono il primo attacco nella valle. Il 6 settembre, il nuovo regime di Kabul annunciò che nella notte era stata portata a termine l'occupazione della valle e furono diffusi filmati in cui si vedevano talebani innalzare la propria bandiera in un centro abitato, sostenendo che si trattasse di Bazarak. I membri della resistenza negarono che la provincia fosse tutta sotto il controllo talebano e annunciarono che erano pronti a continuare a combattere.